# ヘスス・ヒル
グレゴリオ・ヘスス・ヒル・イ・ヒル（スペイン語: Gregorio Jesús Gil y Gil, 1933年3月11日 - 2004年5月14日）は、スペイン・ソリア県エル・ブルゴ・デ・オスマ出身の実業家・政治家・サッカークラブ経営者である。極右政党グルポ・インデペンディエンテ・リベラル(GIL)所属。1991年から2002年までマルベーリャ市長を務めた。1987年から2003年までアトレティコ・マドリード会長を務めた。

## 経歴
1933年3月11日にソリア県エル・ブルゴ・デ・オスマに生まれた。4人兄弟の長男である。ブルゴス県アランダ・デ・ドゥエロのパドレス・クラレティアーノス学院で初等教育を受けた。経済学の勉強から離れ、自動車部品店で働き始めた。結婚して4人の子供をもうけた。
1960年代にはゲーテッドコミュニティの建設会社を経営した。セゴビア県エル・エスピナールのサン・ラファエル地区に建設した複合施設は、1969年6月15日に崩壊して58人が死亡し、多くの負傷者が出た。ヒルは懲役5年の判決を受けたが、18か月後の1971年には400万ペセタを支払ったことで、フランシスコ・フランコ総統によって恩赦された。
2004年5月14日、マドリードにて脳血栓で死去した。71歳。

### アトレティコ会長
1981年にはサッカークラブのアトレティコ・マドリードの会員となり、1987年6月26日には選挙に勝利して会長に選出された。前任のビセンテ・カルデロンに共感するフロント陣や選手を一掃し、息子のミゲル・アンヘル・ヒル・マリン、親友の映画プロデューサーであるエンリケ・セレソをフロント陣に加えた。1992年にはクラブの下部組織を閉鎖し、15歳だったラウル・ゴンサレスはライバルのレアル・マドリードの下部組織に移った。1996-97シーズンのUEFAチャンピオンズリーグ準々決勝でアヤックス・アムステルダムと対戦した際には、アヤックスの選手の多くが南アメリカのスリナム出身であることから、アヤックスを「FCコンゴ共和国」（正確にはコンゴ共和国は南アメリカではなくアフリカの国家）と揶揄した。
16年間に渡ってアトレティコ・マドリード会長を務め、この期間に26人の監督を起用した。自身が気に入らない監督をすぐ解任することから、「首切りヒル」「神の名を持つギロチン」と呼ばれた。2003年5月21日にはアトレティコ・マドリード会長を退任し、エンリケ・セレソが後任の会長に就任した。

### 政治家
1991年には極右政党グルポ・インデペンディエンテ・リベラル(GIL)を設立して自らが代表となり、同年にはアンダルシア州マラガ県のマルベーリャ市長に就任した。市庁舎にフランシスコ・フランコの胸像を設置し、売春婦やホームレスの虐待を叫んで通りを歩いた。ヒルは3度マルベーリャ市長に再選された。1980年代から1990年代にかけて、マルベーリャ市の警察官の多くはヒルによって間接的にスペイン外人部隊や他の軍隊に召集されている。
2002年4月には28年間の公職追放処分を受けたため、マルベーリャ市長を辞任し、短期間だが投獄された。2008年にはテレシンコがヒルについてのドキュメンタリー番組を制作した。